# The Real Macaw
Albums de Graham Parker
Another Grey Area
(1982) Steady Nerves
(1985)
The Real Macaw est un album de Graham Parker sorti en 1983 sur le label Arista Records.

## Liste des pistes
| No  | Titre                           | Auteur        | Durée |
| --- | ------------------------------- | ------------- | ----- |
| 1.  | Just Like a Man                 | Graham Parker | 2:39  |
| 2.  | You Can't Take Love for Granted | Parker        | 4:36  |
| 3.  | Glass Jaw                       | Parker        | 3:14  |
| 4.  | Passive Resistance              | Parker        | 3:19  |
| 5.  | Sounds Like Chains              | Parker        | 4:40  |
| 6.  | Life Gets Better                | Parker        | 3:11  |
| 7.  | A Miracle a Minute              | Parker        | 3:11  |
| 8.  | Beyond a Joke                   | Parker        | 4:46  |
| 9.  | Last Couple on the Dance Floor  | Parker        | 3:05  |
| 10. | Anniversary                     | Parker        | 2:58  |
| 11. | (Too Late) The Smart Bomb       | Parker        | 3:26  |

## Personnel
- Graham Parker – chant, chœurs, « blue and hollow guitars »
- Brinsley Schwarz - « orange and black guitars »
- George Small - claviers,
- Kevin Jenkins - guitare basse
- Gilson Lavis - batterie
- Autres musiciens - Sarah Larson, Mel Collins, Morris Pert, Andy Ebsworth